# 中鉢孝治
忠鉢 考治（ちゅうばち　こうじ、1985年2月25日 - ) は、松濤館流 空手道の指導者。
現在、 日本空手協会の総本部指導員を務めている 。

## 経歴
1985年2月25日に山形県に生まれた。 帝京大学出身 。空手は7歳の時に始める。

## 競技歴
空手競技では次の成果を収めた。
- 第49回全日本学生空手道選手権大会  個人組手2位
- 第50回全日本学生空手道選手権大会  個人組手2位
- 第12回船越杯世界空手道選手権大会（パタヤ、2011）-組手2位

- 第13回船越杯世界空手道選手権大会（日本武道館、2014）-組手優勝